# 디에고 시메오네
디에고 시메오네(스페인어: Diego Pablo Simeone, 1970년 4월 28일 부에노스아이레스 ~ )는 아르헨티나의 전 축구 선수이자 현 축구 지도자로 현재 스페인 라리가의 아틀레티코 마드리드의 감독직을 맡고 있으며 1996년 하계 올림픽 은메달리스트이다. 또한 아르헨티나 국가대표팀의 일원으로 A매치 100경기 이상 출전했으며 FIFA 월드컵 본선에도 3차례(1994년, 1998년, 2002년) 참가하였다.

## 개요
시메오네 감독이 14세일 당시 유소년 코치였던 빅토리오 스피네토가 그의 활기찬 플레이를 보고 보카 주니어스에서 활동했던 아르헨티나 선수인 카르멜로 시메오네와 이름이 같은 것에 착안하여 그의 별명이었던 촐로 (Cholo)를 그대로 붙여준 것이 시메오네 감독의 별명이 되었다.

## 클럽 경력

### 벨레스 사르스피엘드
1987년 벨레스 사르스피엘드에서 선수 생활을 시작하여 1990년까지 리그 76경기 14골을 기록했다.

### 피사 SC
1990-91 시즌을 앞두고 이탈리아 세리에 A의 피사 SC로 이적한 뒤 1990-91 시즌 33경기 4골을 기록하며 분전했지만 팀의 세리에 B  강등을 막지 못했다. 
강등 이후 1991-92 시즌 공식전 28경기 2골을 기록하며 세리에 B 1991-92 시즌 6위의 성적에는 일조했으나 세리에 A 승격까지는 이끌지 못한 채 1991-92 시즌을 끝으로 피사와 결별했다.

### 세비야 FC
1992-93 시즌을 앞두고 스페인 라리가의 세비야 FC로 트레이드되어 두 시즌 동안 공식전 73경기 16골을 터뜨리며 두 시즌 연속 리그 중위권의 성적에 일조하는 활약을 펼쳤다.

### 아틀레티코 마드리드1기
두 시즌간 펼친 세비야에서의 활약을 바탕으로 1994-95 시즌을 앞두고 아틀레티코 마드리드의 유니폼으로 갈아입은 뒤 1996-97 시즌까지 공식전 126경기 27골의 맹활약으로 1995-96 시즌 더블 달성(라리가 1995-96 우승, 코파 델 레이 1995-96 우승), 1996-97년 UEFA 챔피언스리그 8강, 수페르코파 데 에스파냐 1996 준우승 등의 주역으로 거듭났다.

### 인테르 밀란
1997-98 시즌을 앞두고 인테르 밀란 이적을 통해 6년만에 이탈리아 무대로 복귀하여 두 시즌 동안 공식전 84경기 14골을 터뜨리며 세리에 A 1997-98 준우승, 1997-98년 UEFA 유로파리그 우승, 코파 이탈리아 1998-99 4강, 1998-99년 UEFA 챔피언스리그 8강 진출 등을 이끌었다.

### SS 라치오
1998-99 시즌을 마무리한 후 같은 이탈리아 리그의 SS 라치오로 이적하여 2002-03 시즌까지 네 시즌 동안 공식전 136경기 18골을 기록하며 1999-2000 시즌 더블 달성(세리에 A 1999-2000 우승, 코파 이탈리아 1999-2000 우승), 1999년 UEFA 슈퍼컵 우승, 1999-2000년 UEFA 챔피언스리그 8강, 세리에 A 2000-01 3위, 수페르코파 이탈리아나 2000 우승, 코파 이탈리아 2002-03 4강, 2002-03년 UEFA 유로파리그 4강 진출 등의 굵직한 성과들을 남겼고 특히 세리에 A 2001-02 시즌에서는 비록 팀은 리그 6위에 머물렀지만 친정팀인 인테르와의 최종전에서 득점을 기록하며 우승을 노리던 친정팀에 비수를 꽂았다.

### 아틀레티코 마드리드 2기
2002-03 시즌 종료 후 라치오를 떠나 아틀레티코 마드리드로 이적하며 7년만에 친정팀으로 복귀한 뒤 두 시즌반 동안 공식전 47경기 3골을 기록했다.

### 라싱 클루브
2004-05 시즌이 진행 중이던 2004년 12월 라싱 클루브 이적을 통해 15년만에 고국으로 돌아온 후 2005-06 시즌까지 리그 38경기 3골을 기록하며 2005 토르네오 클라우수라 3위의 성적에 일조한 후 2005-06 시즌을 끝으로 19년간의 현역 선수 생활을 마감했다.

## 국가대표팀 경력

### 아르헨티나 올림픽 대표팀
1996년 하계 올림픽에 아르헨티나 올림픽 대표팀 와일드카드로 출전하여 6경기 1골을 기록하면서 1928년 대회 이후 무려 68년만에 아르헨티나의 올림픽 은메달 획득에 공헌했다.

### 아르헨티나 A대표팀
1988년 7월 14일 호주와의 호주 200주년 골드컵 3차전에서 아르헨티나 A대표팀 소속으로 국제 A매치 데뷔전을 치렀고 이틀 후에 열린 사우디아라비아와의 3위 결정전에서 A매치 데뷔골을 터뜨리며 팀의 2-0 승리에 기여했다.
이후 2번의 코파 아메리카(1991, 1993)에서 3골을 터뜨리며 2연속 코파 아메리카 제패를 이끌었고 개최국이자 홈팀인 사우디아라비아와의 1992년 FIFA 컨페더레이션스컵 결승전에서도 결승골을 터뜨리며 아르헨티나의 컨페드컵 초대 챔피언 등극에 크게 이바지했다.
그 후 3번의 FIFA 월드컵 본선(1994, 1998, 2002)에 참가했지만 1994년 대회에서는 16강, 그 다음 대회인 1998년 대회에서는 8강, 2002년 대회에서는 1962년 이후 40년만의 월드컵 조별리그 탈락이라는 쓴 맛을 보았다.
그래도 2001년 3월 28일 베네수엘라와의 2002년 FIFA 월드컵 남미 지역 예선 11차전에서 A매치 통산 100번째 경기에 출전하며 아르헨티나 선수로는 최초로 FIFA 센추리클럽에 가입하는 영예를 안았고 이와 함께 대표팀 선배인 디에고 마라도나를 넘어 아르헨티나 대표팀 최다 출전 선수에 이름을 올린 것에 대해 부끄러움을 느꼈다고 밝혔으며 현재는 아르헨티나 대표팀 A매치 최다 출전 부문 6위에 올라 있다.

#### 여담
잉글랜드와의 1998년 FIFA 월드컵 16강전 당시 데이비드 베컴 현 인터 마이애미 구단주 겸 솔퍼드 시티 공동 구단주가 시메오네 감독의 파울에 대한 보복으로 그를 걷어차는 행위를 범하며 레드카드를 받고 퇴장당하는 사태가 일어났다.
당시 시메오네 감독은 베컴 구단주를 퇴장시키기 위해 '베컴이 발로 걷어차서 부상당한 척 했다'고 인정했는데 이에 대해 스포츠 일러스트레이트는 시메오네가 베컴에게 먼저 깊은 태클을 날렸고 이후 베컴이 보복하자 1톤의 벽돌이 쏟아지듯 무너졌다고 묘사하며 이 사건을 상세하게 비판했다.
뒤이어 당시 거스 히딩크 감독이 이끌던 네덜란드와의 8강전에서 아르튀르 뉘만의 태클에 큰 부상을 입으면서 팀의 8강 탈락을 씁쓸하게 지켜봐야만 했다.

## 지도자 경력

### 라싱 클루브
선수 은퇴 직후 라싱 클루브의 감독으로 취임하며 본격적인 지도자 커리어를 시작하여 시작은 그다지 매끄럽지 않았지만 2006 클라우수라에서 인상적으로 시즌을 마무리했다.

### 에스투디안테스 라 플라타
같은 해 5월 18일 에스투디안테스 라 플라타의 사령탑으로 선임되어 보카 주니어스와의 2006 아페르투라 최종전에서 2-1로 꺾으며 1983 나시오날 이후 23년만에 팀의 통산 5번째 리그 우승을 이끌었고 2006 클라우수라에서도 팀을 3위로 이끌었으며 10월에 진행된 데일리 올레의 설문 조사에서는 아르헨티나 리그 최우수 감독으로 선정되기도 했다.
그리고 이듬해인 2007 아페르투라에서는 초반 부진한 출발을 보이며 우승권에서 사실상 멀어졌지만 막판 9경기에서 무패 행진을 이끄는 뒷심을 발휘하며 6위로 시즌을 마무리한 뒤 2007 아페르투라 이후 에스투디안테스를 떠났다.

### 리버 플레이트
2007 아페르투라 이후 에스투디안테스를 떠나 2007년 12월 15일 리버 플레이트의 사령탑을 맡아 2008 클라우수라 우승, 2008년 코파 수다메리카나 8강 등을 이끌었으나 8강에서 멕시코 리가 MX의 CD 과달라하라에서의 패배, 11경기 연속 리그 무승의 부진한 성적 등이 겹치면서 결국 리버 플레이트 감독직에서 물러났다.

### CA 산로렌소
2009년 4월 15일 CA 산로렌소 사령탑으로 부임했지만 성적 부진으로 인한 비판이 커지면서 이듬해인 2010년 4월 3일 산로렌소 감독 자리에서 물러났다.

### 칼초 카타니아
2011년 1월 19일 마르코 잠비올로 감독 후임으로 이탈리아 세리에 A의 칼초 카타니아의 감독으로 취임하여 강등 위기에 놓인 카타니아의 세리에 A 잔류를 이끈 후 취임 5개월만인 같은 해 6월 1일 카타니아 감독직을 내려놓았다.

### 라싱 클루브
카타니아 감독직에서 물러난지 20일 후인 6월 21일 라싱 클루브의 감독직으로 복귀한 후 6개월간 팀을 이끌었다.

### 아틀레티코 마드리드
라싱 클루브 감독직에서 물러난 직후 현역 시절 친정팀인 아틀레티코 마드리드의 감독으로 부임한 이후 2011-12년 UEFA 유로파리그 우승, 2012년 UEFA 슈퍼컵 우승, 코파 델 레이 2012-13 우승, 라리가 2013-14 우승, 수페르코파 데 에스파냐 2013 준우승, 코파 델 레이 2013-14 4강, 2013-14년 UEFA 챔피언스리그 준우승, 수페르코파 데 에스파냐 2014 우승, 2015-16년 UEFA 챔피언스리그 준우승, 코파 델 레이 2016-17 4강, 2016-17년 UEFA 챔피언스리그 4강, 라리가 2017-18과 라리가 2018-19 준우승, 2017-18년 UEFA 유로파리그 우승, 2018년 UEFA 슈퍼컵 우승, 수페르코파 데 에스파냐 2019-20 준우승, 라리가 2020-21 우승 그리고 7번의 리그 3위(2012-13, 2014-15, 2015-16, 2016-17, 2019-20, 2021-22, 2022-23)의 굵직한 성과들을 거두었고 특히 아틀레티코 마드리드 감독 부임 이후 2022-23 시즌까지 리그 3위 이상의 성적을 꾸준히 이어나갔으나 라리가 2023-24 시즌에서 지로나 FC의 돌풍에 밀려 아틀레티코 마드리드 감독 부임 이후 처음으로 3위 밑으로 떨어지고 말았다.

## 경력 통계

### 클럽
| 클럽 성과  | 클럽 성과           | 클럽 성과         | 리그 | 리그 | 컵            | 컵            | 리그 컵                | 리그 컵                | 대륙 | 대륙 | 합계 | 합계 |
| 시즌       | 클럽                | 리그              | 출전 | 골   | 출전          | 골            | 출전                   | 골                     | 출전 | 골   | 출전 | 골   |
| 아르헨티나 | 아르헨티나          | 아르헨티나        | 리그 | 리그 | 컵            | 컵            | 리그 컵                | 리그 컵                | 남미 | 남미 | 합계 | 합계 |
| ---------- | ------------------- | ----------------- | ---- | ---- | ------------- | ------------- | ---------------------- | ---------------------- | ---- | ---- | ---- | ---- |
| 1987–88    | 벨레스 사르스필드   | 프리메라 디비시온 | 28   | 4    |               |               |                        |                        |      |      |      |      |
| 1988–89    | 벨레스 사르스필드   | 프리메라 디비시온 | 16   | 2    |               |               |                        |                        |      |      |      |      |
| 1989–90    | 벨레스 사르스필드   | 프리메라 디비시온 | 32   | 8    |               |               |                        |                        |      |      |      |      |
| 이탈리아   | 이탈리아            | 이탈리아          | 리그 | 리그 | 코파 이탈리아 | 코파 이탈리아 | 리그 컵                | 리그 컵                | 유럽 | 유럽 | 합계 | 합계 |
| 1990–91    | AC 피사             | 세리에 A          | 31   | 4    |               |               |                        |                        |      |      |      |      |
| 1991–92    | AC 피사             | 세리에 B          | 24   | 2    |               |               |                        |                        |      |      |      |      |
| 스페인     | 스페인              | 스페인            | 리그 | 리그 | 코파 델 레이  | 코파 델 레이  | 수페르코파 데 에스파냐 | 수페르코파 데 에스파냐 | 유럽 | 유럽 | 합계 | 합계 |
| 1992–93    | 세비야 FC           | 라 리가           | 33   | 4    |               |               |                        |                        |      |      |      |      |
| 1993–94    | 세비야 FC           | 라 리가           | 31   | 8    |               |               |                        |                        |      |      |      |      |
| 1994–95    | 아틀레티코 마드리드 | 라 리가           | 29   | 6    |               |               |                        |                        |      |      |      |      |
| 1995–96    | 아틀레티코 마드리드 | 라 리가           | 37   | 12   |               |               |                        |                        |      |      |      |      |
| 1996–97    | 아틀레티코 마드리드 | 라 리가           | 32   | 3    |               |               |                        |                        |      |      |      |      |
| 이탈리아   | 이탈리아            | 이탈리아          | 리그 | 리그 | 코파 이탈리아 | 코파 이탈리아 | 리그 컵                | 리그 컵                | 유럽 | 유럽 | 합계 | 합계 |
| 1997–98    | 인테르 밀란         | 세리에 A          | 30   | 6    | 2             | 0             | -                      | -                      | 9    | 1    | 41   | 7    |
| 1998–99    | 인테르 밀란         | 세리에 A          | 27   | 5    | 8             | 0             | -                      | -                      | 9    | 2    | 44   | 7    |
| 1999–00    | SS 라치오           | 세리에 A          | 28   | 5    |               |               |                        |                        |      |      |      |      |
| 2000–01    | SS 라치오           | 세리에 A          | 30   | 2    |               |               |                        |                        |      |      |      |      |
| 2001–02    | SS 라치오           | 세리에 A          | 8    | 1    |               |               |                        |                        |      |      |      |      |
| 2002–03    | SS 라치오           | 세리에 A          | 24   | 7    |               |               |                        |                        |      |      |      |      |
| 스페인     | 스페인              | 스페인            | 리그 | 리그 | 코파 델 레이  | 코파 델 레이  | 수페르코파 데 에스파냐 | 수페르코파 데 에스파냐 | 유럽 | 유럽 | 합계 | 합계 |
| 2003–04    | 아틀레티코 마드리드 | 라 리가           | 28   | 2    |               |               |                        |                        |      |      |      |      |
| 2004–05    | 아틀레티코 마드리드 | 라 리가           | 8    | 0    |               |               |                        |                        |      |      |      |      |
| 아르헨티나 | 아르헨티나          | 아르헨티나        | 리그 | 리그 | 컵            | 컵            | 리그 컵                | 리그 컵                | 남미 | 남미 | 합계 | 합계 |
| 2004–05    | 라싱 클루브         | 프리메라 디비시온 | 17   | 2    |               |               |                        |                        |      |      |      |      |
| 2005–06    | 라싱 클루브         | 프리메라 디비시온 | 20   | 1    |               |               |                        |                        |      |      |      |      |
| 합계       | 아르헨티나          | 아르헨티나        | 113  | 17   |               |               |                        |                        |      |      |      |      |
| 합계       | 이탈리아            | 이탈리아          | 202  | 32   |               |               |                        |                        |      |      |      |      |
| 합계       | 스페인              | 스페인            | 198  | 35   |               |               |                        |                        |      |      |      |      |
| 합계       | 합계                | 합계              | 513  | 84   |               |               |                        |                        |      |      |      |      |

### 국가대표팀
| 아르헨티나 국가대표팀 | 아르헨티나 국가대표팀 | 아르헨티나 국가대표팀 |
| 연도                  | 출장                  | 골                    |
| --------------------- | --------------------- | --------------------- |
| 1988                  | 2                     | 1                     |
| 1989                  | 3                     | 0                     |
| 1990                  | 1                     | 0                     |
| 1991                  | 9                     | 2                     |
| 1992                  | 3                     | 1                     |
| 1993                  | 13                    | 1                     |
| 1994                  | 10                    | 0                     |
| 1995                  | 8                     | 2                     |
| 1996                  | 6                     | 2                     |
| 1997                  | 9                     | 1                     |
| 1998                  | 12                    | 0                     |
| 1999                  | 11                    | 1                     |
| 2000                  | 11                    | 0                     |
| 2001                  | 6                     | 0                     |
| 2002                  | 2                     | 0                     |
| 합계                  | 106                   | 11                    |

### 감독 경력 통계
-2023년 5월 14일 기준
| 팀                       | 국적       | 취임             | 해임           | 기록 | 기록 | 기록 | 기록 | 기록     |
| 팀                       | 국적       | 취임             | 해임           | 전   | 승   | 무   | 패   | 승률 (%) |
| ------------------------ | ---------- | ---------------- | -------------- | ---- | ---- | ---- | ---- | -------- |
| 라싱 클루브              | 아르헨티나 | 2006년 2월       | 2006년 5월     | 14   | 5    | 3    | 6    | 35.71    |
| 에스투디안테스 라 플라타 | 아르헨티나 | 2006년 5월       | 2007년 12월    | 60   | 34   | 15   | 11   | 56.67    |
| 리버 플레이트            | 아르헨티나 | 2007년 12월      | 2008년 11월    | 44   | 20   | 12   | 12   | 45.45    |
| CA 산로렌소              | 아르헨티나 | 2009년 4월       | 2010년 4월     | 48   | 21   | 9    | 18   | 43.75    |
| 칼초 카타니아            | 이탈리아   | 2011년 1월 19일  | 2011년 6월 1일 | 18   | 7    | 3    | 8    | 38.89    |
| 라싱 클루브              | 아르헨티나 | 2011년 6월 21일  | 2011년 12월    | 20   | 8    | 10   | 2    | 40.00    |
| 아틀레티코 마드리드      | 스페인     | 2011년 12월 23일 | 현재           | 623  | 367  | 143  | 113  | 58.91    |
| 합계                     | 합계       | 합계             | 합계           | 830  | 463  | 196  | 171  | 55.78    |

## 대회 성적

### 클럽 (선수)
아틀레티코 마드리드
- 라리가 : 우승 (1995-96)
- 코파 델 레이 : 우승 (1995-96)
- 수페르코파 데 에스파냐 : 준우승 (1996)

 인테르 밀란
- 세리에 A : 준우승 (1997-98)
- 코파 이탈리아 : 4강 (1998-99)
- UEFA 유로파리그 : 우승 (1997-98)

 SS 라치오
- 세리에 A : 우승 (1999-2000), 3위 (2000-01)
- 코파 이탈리아 : 우승 (1999-2000), 4강 (2002-03)
- UEFA 유로파리그 : 4강 (2002-03)
- UEFA 슈퍼컵 : 우승 (1999)
- 수페르코파 이탈리아나 : 우승 (2000)

라싱 클루브
- 아르헨티나 프리메라 디비시온 : 3위 (2005 클라우수라)

### 국가대표팀 (선수)
아르헨티나 U-23 (와일드카드)
- 하계 올림픽 : 은메달 (1996)

 아르헨티나
- 코파 아메리카 : 우승 (1991, 1993)
- FIFA 컨페더레이션스컵 : 우승 (1992)

### 클럽 (지도자)
에스투디안테스 라 플라타
- 아르헨티나 프리메라 디비시온 : 우승 (2006 아페르투라), 3위 (2006 클라우수라)

리버 플레이트
- 아르헨티나 프리메라 디비시온 : 우승 (2008 클라우수라)

 아틀레티코 마드리드
- 라리가 : 우승 (2013-14, 2020-21), 준우승 (2017-18, 2018-19), 3위 (2012-13, 2014-15, 2015-16, 2016-17, 2019-20, 2021-22, 2022-23)
- 코파 델 레이 : 우승 (2012-13),  4강 (2013-14, 2016-17)
- UEFA 챔피언스리그 : 준우승 (2013-14, 2015-16), 4강 (2016-17)
- UEFA 유로파리그 : 우승 (2011-12, 2017-18)
- UEFA 슈퍼컵 : 우승 (2012, 2018)
- 수페르코파 데 에스파냐 : 우승 (2014), 준우승 (2019-20)

### 개인
- 라리가 이 달의 감독 3회
- 유럽 올해의 감독 : 2011-12
- 라리가 올해의 감독 : 2012–13, 2013–14, 2015–16, 2020–21
- 미겔 무뇨즈 트로피 : 2013–14, 2015–16, 2020–21
- Trofeo Comunidad Iberoamericana: 2014
- 글로브사커 어워드 감독 특별상 : 2017
- IFFHS 올해의 감독 : 2016
- IFFHS 2010년대 최고의 감독
- 코넥스 어워드 : 2020

## 같이 보기
- UEFA컵 및 UEFA 유로파리그 우승팀 감독 목록